# トキノシズク
「トキノシズク」は、浅岡雄也の4枚目のオリジナル・アルバム。

## 解説
FIELD OF VIEWとしてのデビューから10周年を記念して製作された。

## 収録曲
1. Drop of time
作曲・編曲：浅岡雄也
2. 自由な足跡で
作詞：浅岡雄也、Karin / 作曲：馬場一嘉 / 編曲：馬場一嘉
3. Anniversary
作詞：浅岡雄也 / 作曲：阿部靖広 / 編曲：板垣祐介
4. 旅人たちへ -Album MIX-
作詞：浅岡雄也、Karin / 作曲：阿部靖広 / 編曲：板垣祐介
  - 4thシングル。本作ではシングル収録のものと異なるアルバムバージョンで収録されている。
5. White Flag
作詞・作曲：浅岡雄也 / 編曲：久米康隆
6. タカラモノ
作詞：浅岡雄也、Karin / 作曲：浅岡雄也 / 編曲：高橋大樹
7. めぐりめぐる 〜Love is You〜 -Album MIX-
作詞・作曲：浅岡雄也 / 編曲：田辺トシノ
  - 4thシングルB面曲。本作ではシングル収録のものと異なるアルバムバージョンで収録されている。
8. オヤスミ
作詞・作曲：浅岡雄也 / 編曲：田辺トシノ
9. Human Life
作詞：浅岡雄也、Karin / 作曲：阿部靖広 / 編曲：板垣祐介
10. 桜色
作詞・作曲：浅岡雄也 / 編曲：久米康隆
  - 3rdシングル。
11. Moment
作詞：浅岡雄也、Karin / 作曲：馬場一嘉 / 編曲：馬場一嘉
12. 未来の地図
作詞：浅岡雄也 / 作曲：阿部靖広 / 編曲：久米康隆
13. トキノシズク
作詞・作曲：浅岡雄也 / 編曲：浅岡雄也、末松一人